# Myxocephala albida
Myxocephala albida är en svampart som beskrevs av G. Weber, Spaaij & Oberw. 1989. Myxocephala albida ingår i släktet Myxocephala, klassen Sordariomycetes, divisionen sporsäcksvampar och riket svampar.   Inga underarter finns listade i Catalogue of Life.